# 하르초
하르초(조지아어: ხარჩო)는 조지아는 조지아의 고기국이다. 국물 요리인 수프로 만들기도 하며, 걸쭉한 스튜로 만들기도 한다. 보통 쇠고기로 만들지만, 다른 고기를 쓰기도 한다. 쌀, 흐멜리 수넬리와 호두가 들어간다. 양파와 고추, 고수가 들어가 매콤하며, 고춧가루나 파프리카가루, 아지카를 넣기도 한다. 그 외에 토마토 페이스트도 흔히 들어가는 재료이며, 퓌레한 체리자두를 넣기도 한다.

## 같이 보기
- 구야시